# Камбре (округ)
Округ Камбре (фр. Arrondissement de Cambrai) — округ у Франції, в департаменті Нор. 2023 року округ об'єднував 116 муніципалітетів, населення становило 159 180 осіб.
Адміністративний центр (супрефектура) — Камбре.

## Муніципалітети
Список муніципалітетів округу та їхні коди INSEE:
1. Абанкур (59001)
2. Авен-лез-Обер (59037)
3. Авуен (59039)
4. Ам-Лангле (59300)
5. Анне (59010)
6. Базюель (59055)
7. Банте (59047)
8. Бантіньї (59048)
9. Бантузель (59049)
10. Бевілле (59081)
11. Бермерен (59069)
12. Бертрі (59074)
13. Бетанкур (59075)
14. Блекур (59085)
15. Бовуа-ан-Камбрезі (59063)
16. Бомон-ан-Камбрезі (59059)
17. Борен (59060)
18. Бріастр (59108)
19. Бурсі (59097)
20. Бусьєр-ан-Камбрезі (59102)
21. Бюзіньї (59118)
22. Валенкур-Сельвіньї (59631)
23. Вамбе (59635)
24. Вандежі-сюр-Екайон (59608)
25. Вертен (59612)
26. В'єлі (59614)
27. Вілле-ан-Коші (59622)
28. Вілле-Гіслен (59623)
29. Вілле-Плуїш (59625)
30. Вілле-Утрео (59624)
31. Гоннельє (59267)
32. Гузокур (59269)
33. Деері (59171)
34. Дуані (59176)
35. Еленкур (59191)
36. Ен (59209)
37. Енекур (59294)
38. Енші (59321)
39. Есвар (59216)
40. Ескармен (59204)
41. Ескодевр (59206)
42. Естрен (59219)
43. Естурмель (59213)
44. Івюї (59322)
45. Камбре (59122)
46. Кантен-сюр-Еско (59125)
47. Каньонкль (59121)
48. Капель (59127)
49. Карньєр (59132)
50. Катійон-сюр-Самбр (59137)
51. Каттеньєр (59138)
52. К'єві (59485)
53. Кларі (59149)
54. Кодрі (59139)
55. Коллері (59140)
56. Коруар (59141)
57. Кревкер-сюр-л'Еско (59161)
58. Кювілле (59167)
59. Ла-Груаз (59274)
60. Ле-Като-Камбрезі (59136)
61. Ле-Поммерей (59465)
62. Ле-Рю-де-Вінь (59517)
63. Леден (59341)
64. Ліньї-ан-Камбрезі (59349)
65. Мазенг'ян (59395)
66. Маленкур (59372)
67. Маньєр (59389)
68. Марец (59382)
69. Маркуен (59377)
70. Мевр (59405)
71. Монрекур (59415)
72. Монте (59412)
73. Монтіньї-ан-Камбрезі (59413)
74. Моруа (59394)
75. Нав (59422)
76. Невіллі (59430)
77. Невіль-Сен-Ремі (59428)
78. Нуаєль-сюр-Еско (59438)
79. Ньєрні (59432)
80. Обаншель-о-Бак (59023)
81. Окур-ан-Камбрезі (59287)
82. Оннекур-сюр-Еско (59312)
83. Оннеші (59311)
84. Ор (59450)
85. Оссі (59289)
86. Паянкур (59455)
87. Провіль (59476)
88. Рамії (59492)
89. Раянкур-Сент-Оль (59488)
90. Реже-де-Больє (59496)
91. Ремон (59498)
92. Р'є-ан-Камбрезі (59502)
93. Рибекур-ла-Тур (59500)
94. Ромері (59506)
95. Рюмії-ан-Камбрезі (59520)
96. Саї-ле-Камбре (59521)
97. Санкур (59552)
98. Сен-Бенен (59531)
99. Сен-Вааст-ан-Камбрезі (59547)
100. Сен-Ілер-ле-Камбре (59533)
101. Сен-Мартен-сюр-Екайон (59537)
102. Сен-Пітон (59541)
103. Сен-Супле (59545)
104. Сент-Обер (59528)
105. Серанвілле-Форанвіль (59567)
106. Солем (59571)
107. Сользуар (59558)
108. Соммен (59575)
109. Тен-л'Евек (59593)
110. Тен-Сен-Мартен (59595)
111. Тіюа-ле-Камбре (59597)
112. Труавіль (59604)
113. Флеск'єр (59236)
114. Фонтен-Нотр-Дам (59244)
115. Фонтен-о-Пір (59243)
116. Фрессі (59255)